# Válka v Podněstří
Válka v Podněstří byl ozbrojený konflikt, který vypukl mezi ozbrojenými silami Podněstří, podporovanými ruskou armádou, a moldavskou armádou.

## Příčiny konfliktu
Během poválečného období se v Podněstří soustředila většina průmyslu v Moldavské SSR a v souvislosti s tím došlo ke značnému přílivu jiných národností ze SSSR a to především Rusů a Ukrajinců. To způsobilo rusifikaci Podněstří. V rámci perestrojky došlo k nacionalistickým tendencím Moldavanů a byl podán návrh zákona, díky kterému by byla jediným úředním jazykem Moldavské SSR moldavština.
To vyvolalo nevoli u rusky mluvícího obyvatelstva, především na levém břehu Dněstru, kde tvořili Rusové dvě třetiny obyvatel. Nejvyšší sovět Moldavské SSR zákon i přesto v roce 1989 přijal. V létě 1990 se konal 1. sjezd poslanců Podněsterského regionu, na kterém byl vznesen požadavek na vytvoření Autonomní Podněsterské Moldavské SSR. Jako ASSR by totiž Podněstří mohlo mít jako druhý úřední jazyk ruštinu. Kišiněv se k návrhu postavil negativně a na druhém sjezdu v září byla vyhlášena Podněsterská moldavská sovětská socialistická republika, coby svazová republika SSSR. Byl zvolen prozatímní Nejvyšší sovět a předseda republiky, Igor Nikolajevič Smirnov (funkce přejmenována na prezidentskou). V březnu roku 1991 se konalo referendum o zachování SSSR, ve kterém se 98 % voličů vyjádřilo pro. Přestože byl tento krok protiústavní,[zdroj?] vedení SSSR ho potichu uznalo. Šlo totiž o výjimečný případ, jelikož ve zbylém území SSSR docházelo k opačným protisovětským tendencím. 25. srpna došlo ke 4. sjezdu poslanců Podněstří, který z důvodu krize SSSR vydal deklaraci o nezávislosti PMR. Došlo také k přímé volbě prezidenta, ve které byl zvolen Igor Smirnov. 27. srpna došlo k vydání deklarace o nezávislosti Moldavska, kterou byla zrušena Moldavská SSR a sloučena tak tehdejší meziválečná Moldavská ASSR se střední Besarábií. Podněsterské vedení obhajovalo svou nezávislost navázáním na Moldavskou ASSR, které se Moldavsko zrušením zákona o Moldavské SSR vzdalo. 29. srpna byl moldavskými tajnými službami zajat Igor Smirnov společně s gagauzským představitelem. Tento čin vyostřil vztahy mezi oběma zeměmi. Osvobozením obou představitelů dosáhlo Podněstří blokádou důležité tratě Kišiněv-Tiraspol-Oděsa.

## Ozbrojený konflikt
Válka de facto vypukla už v roce 1990, ale intenzivní boje začaly až na jaře 1992, a skončily téhož roku v létě, zásahem ruských jednotek, které byly umístěny, ve městě Bendery, kde probíhaly nejtěžší boje. Bendery jsou jediným Podněsterským územím, západně od Dněstru. Konflikt si vyžádal kolem 1000 obětí, z toho 400 civilistů.